# Paul Meyendorff
Paul Meyendorff (født 1. november 1949 i Charlottenlund) er en dansk guitarist, der er kendt for sin medvirken i rockgruppen Shu-Bi-Dua, hvor han var medlem fra 1973-1974.
Meyendorff var med til at etablere bandet, oprindelig under navnet Passport, i 1971 sammen med Michael Hardinger, Niels Grønbech og Bosse Hall Christensen. Han var med til at indspille gruppens første album, Shu-bi-dua, hvor han bl.a. skrev nummeret "Midnatsluskeren" sammen med Hardinger, men han forlod gruppen igen efter udgivelsen i 1974, da ingen af de øvrige bandmedlemmer ønskede at arbejde professionelt med musikken på det tidspunkt. Meyendorff arbejdede med shipping, og valgte denne karrierevej og flyttede til Canada i 1975.
Meyendorffs plads blev overtaget af guitaristen Claus Asmussen.

## Diskografi
- Shu-bi-dua, 1974

## Reference
1. ↑  Historien om Shubidua. shubidua.nu. Hente 10/10-2018
2. ↑  Hardinger, Michael (2013). 40 år i A-dur. Bogkompagniet. ISBN 978-87-9298-412-8.
3. ↑  https://gaffa.dk/artikel/146162/den-danske-sang-er-brutale-log
4. 1 2  Husker du stjernerne fra Shu-bi-dua? Her er de alle i dag. BT. Hentet 10/10-2018
5. ↑  Her er de ukendte shubber. BT. Hentet 10/10-2018